# Place Roger-Salengro (Toulouse)
Pour les articles homonymes, voir Place Roger-Salengro.
La place Roger-Salengro (en occitan : plaça Roger Salengro) est une voie de Toulouse, chef-lieu de la région Occitanie, dans le Midi de la France.

## Situation et accès

### Description
La place Roger-Salengro est une voie publique. Elle se trouve au cœur du quartier Capitole.
Elle forme un triangle de 700 m² environ dont la base, au nord, est formée par la rue Baour-Lormian dans sa partie entre les rues Saint-Pantaléon, à l'ouest, et de la Barutte, à l'est. Le sommet du triangle, au sud, se prolonge par la rue des Puits-Clos.
La chaussée compte une seule voie de circulation automobile à sens unique, de la rue de la Barutte vers la rue Saint-Pantaléon sur le côté nord, et de la rue Baour-Lormian vers la rue des Puits-Clos sur le côté ouest. Elle appartient à une zone de rencontre et la vitesse y est limitée à 20 km/h. Il n'existe pas de piste, ni de bande cyclable, quoiqu'elle soit à double-sens cyclable.

### Voies rencontrées
La place Roger-Salengro rencontre les voies suivantes, dans l'ordre des numéros croissants :
1. Rue des Puits-Clos
2. Rue Baour-Lormian
3. Rue Saint-Pantaléon
4. Rue de la Barutte

### Transports
La place Roger-Salengro n'est pas directement desservie par les transports en commun de la ville. Elle se trouve cependant à proximité du square Charles-de-Gaulle où débouche la station Capitole, sur la ligne de métro .
La station de vélos en libre-service VélôToulouse la plus proche se trouve dans une rue voisine : la station no 3 (62 rue de la Pomme).

## Odonymie
La place porte le nom de Roger Salengro (1890-1936), homme politique socialiste originaire de Lille, maire de cette ville et député du Nord, devenu ministre de l'Intérieur du gouvernement de Front populaire de Léon Blum en juin 1936. Il se suicida le 18 novembre 1936, après avoir été la cible d'une violente campagne de presse menée par Gringoire et l'Action française, deux journaux d'extrême-droite qui le diffamaient, l'accusant d'avoir déserté pendant la Première Guerre mondiale.
Depuis le XVIe siècle au moins, le carrefour que formaient les rues des Puits-Clos, Saint-Pantaléon et de la Barutte était désigné comme la place du Puits-Verdet, car un puits de ce nom s'y trouvait,. En 1794, pendant la Révolution française, la place devint place la Concorde, mais l'appellation ne subsista pas et elle conserva le nom de Puits-Vert. Lorsque la place actuelle fut créée, entre 1847 et 1849, par la démolition de plusieurs maisons entre les rues Saint-Pantaléon et de la Barutte, la nouvelle place reçut naturellement le nom de Saint-Pantaléon,. Le 9 décembre 1936, la municipalité socialiste d'Antoine Ellen-Prévot décida d'honorer la mémoire de Roger Salengro, mais en 1940, André Haon et les autorités vichystes de Toulouse firent effacer le nom du ministre socialiste, qui retrouva finalement sa place après la fin de la guerre, en 1946.

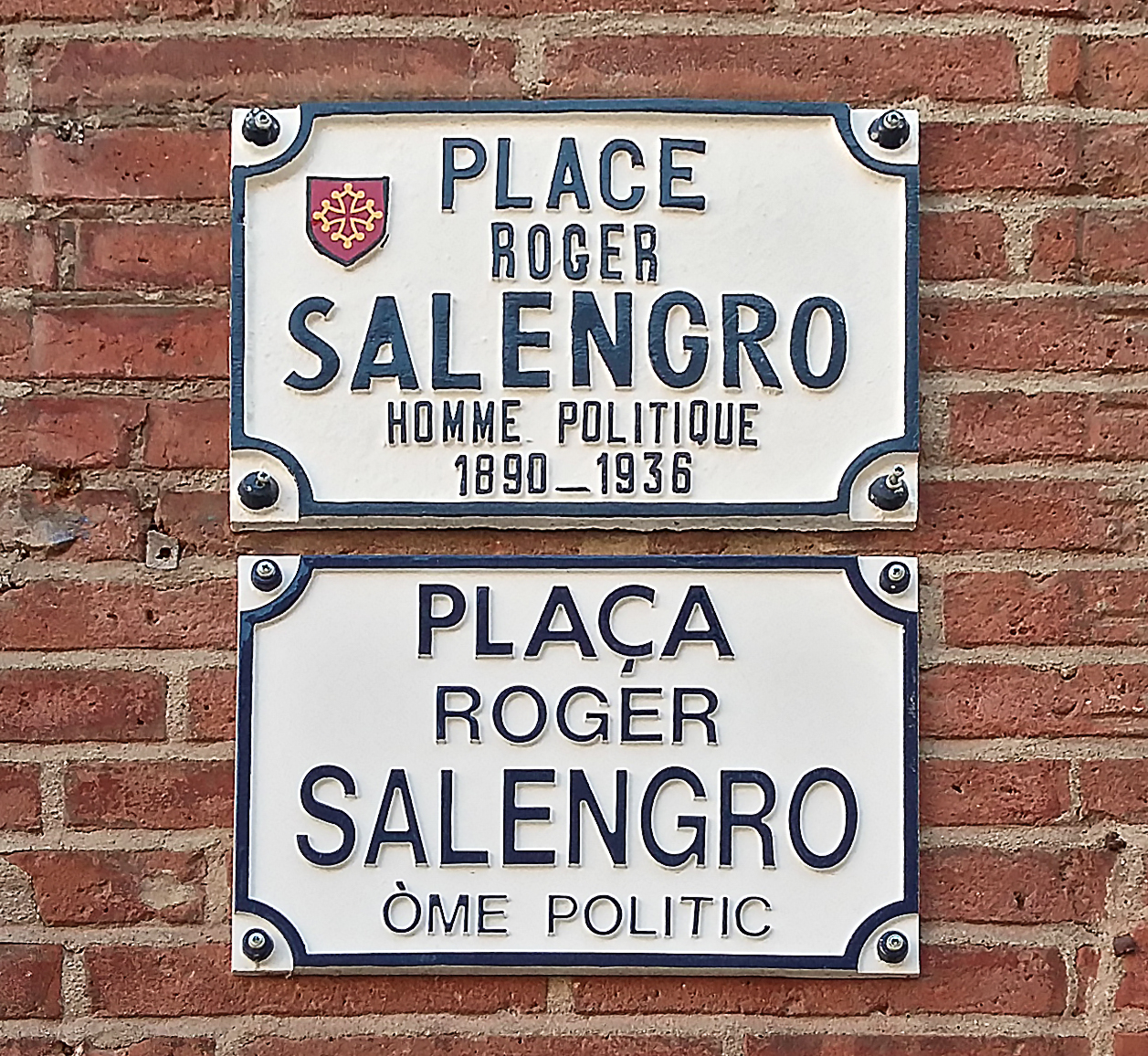
Plaques de rue en français et en occitan.
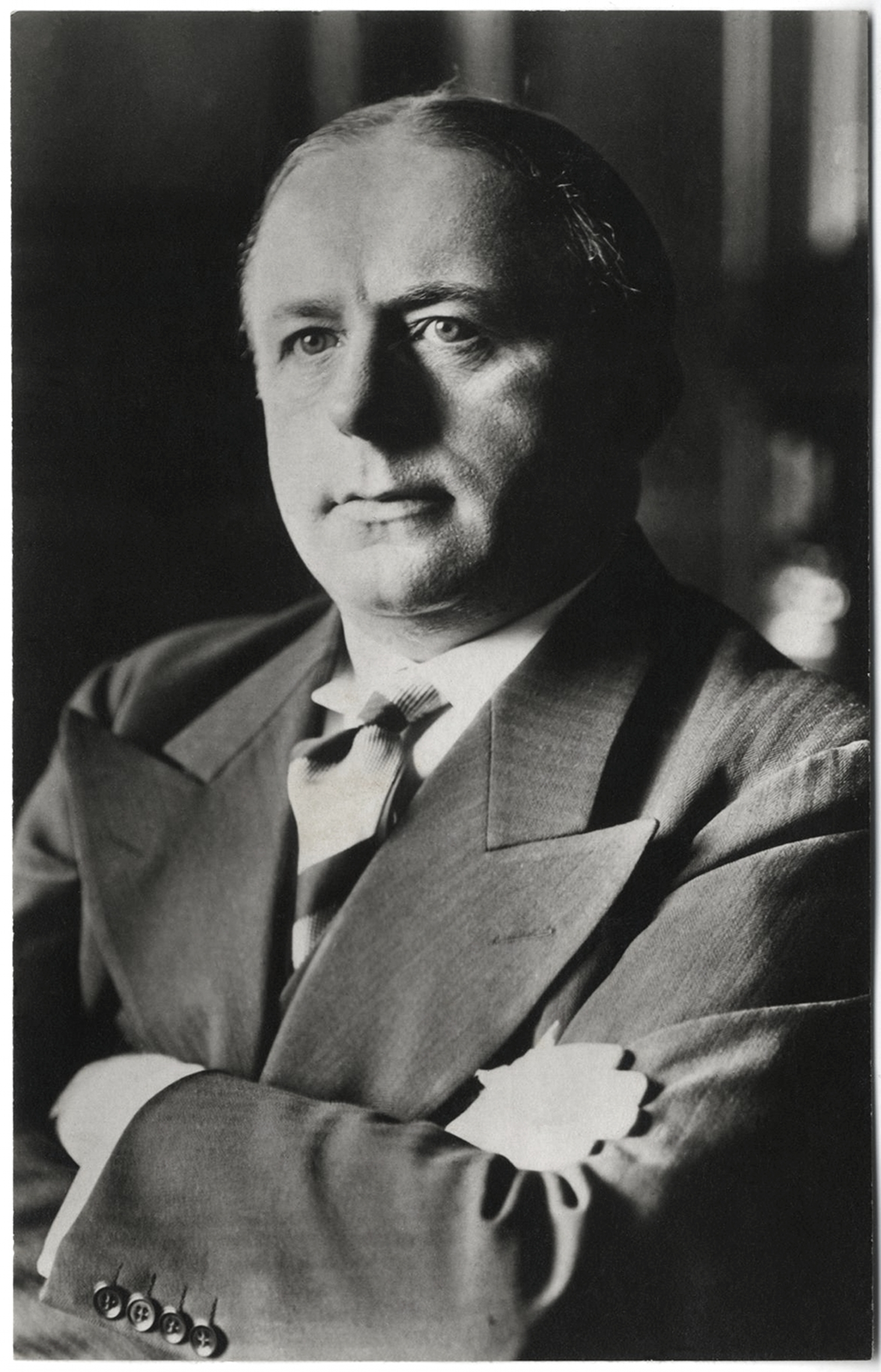
Portrait de Roger Salengro (1930, médiathèque de Roubaix).

## Histoire

### Moyen Âge et période moderne
Au Moyen Âge, une petite place existe au carrefour des rues du Puits-Verdet (actuelle rue des Puits-Clos), Saint-Pantaléon et de la Barutte, à la limite entre les capitoulats de la Pierre et de Saint-Étienne. Au centre de la place se trouve un puits connu comme le puits Verdet ou le puits Vert, qui lui donne son nom.
À partir du XVIe siècle, les membres de l'élite urbaine se font plus nombreux : on retrouve plusieurs capitouls, tels Amadieu La Fourcade, capitoul en 1527-1528 et 1544-1545 (emplacement des actuels no 20 rue des Puits-Clos et no 1 place Roger-Salengro). Au siècle suivant, plusieurs parlementaires occupent les immeubles des rues voisines. Mais le locataire le plus prestigieux reste Pierre-Paul Riquet, seigneur de Bonrepos, créateur du Canal du Midi, qui y a sa résidence entre 1660 et 1674 (emplacement de l'actuel no 1). Son fils, Jean-Mathias de Riquet, seigneur de Bonrepos et conseiller au parlement en 1664, puis président à mortier en 1683, conserve l'immeuble jusqu'à sa mort en 1714.

### Époque contemporaine
Au début du XIXe siècle, la municipalité toulousaine mène un vaste projet d'élargissement des voies, afin de faciliter le transport et les déplacements. En 1847, trois immeubles entre la rue Saint-Pantaléon et la rue de la Barutte sont expropriés pour cause d'utilité publique, par l'ordonnance royale du 13 septembre 1846. Les travaux de démolition sont commencés en 1847 et la place est achevé en 1849. Deux nouveaux immeubles sont élevés afin de fermer la place au nord (actuels no 8 et 10), mais les autres immeubles sont préservés. Afin d'animer la nouvelle place, le marché aux fleurs des allées Lafayette (actuelles allées du Président-Franklin-Roosevelt) est installé sur cette place le 15 octobre 1849. Deux ans plus tard, la population riveraine obtient l'érection d'une fontaine : celle-ci, commandée aux ateliers du Val d'Osne, est inaugurée en 1853.

## Patrimoine et lieux d'intérêt

### Immeubles
- no  1 : immeuble. 

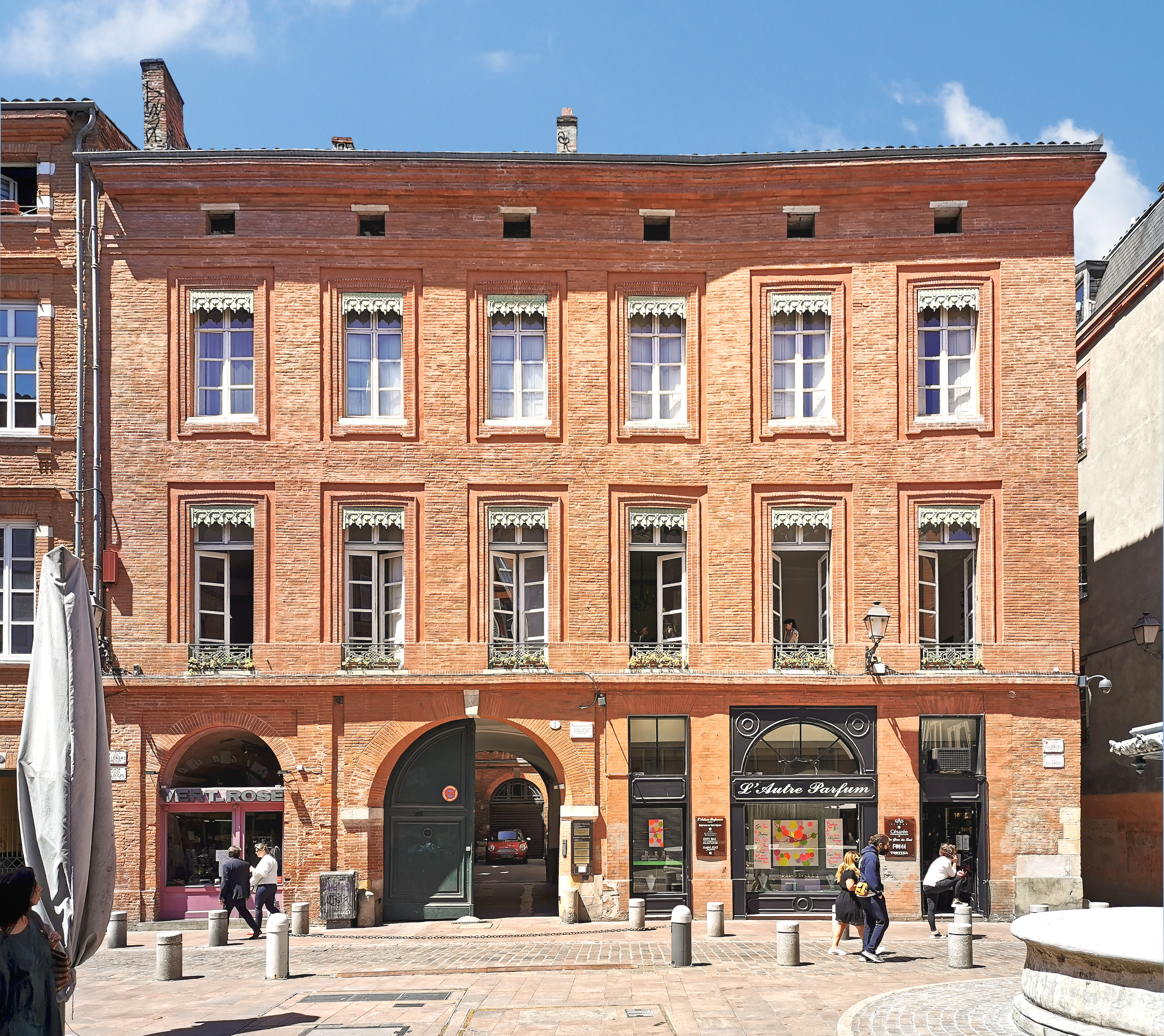
no 1 : l'immeuble dit « de Pierre-Paul Riquet ».

L'immeuble, de style classique, est élevé dans la deuxième moitié du XVIIIe siècle. La façade principale, large de six travées, se développe sur quatre niveaux. Les étages sont décroissants et séparés par un cordon de brique. Les fenêtres sont mises en valeur par un léger ressaut et celles du 1er étage ont des garde-corps en fer forgé[10].

- no  6 : immeuble. 
L'immeuble, de style néo-classique, est construit dans le deuxième quart du XIXe siècle. La façade principale, sur la place Roger-Salengro, large de quatre travées, se développe sur cinq niveaux. Le rez-de-chaussée est percé de grandes ouvertures de boutique rectangulaires. Les étages sont décroissants et séparés par des cordons qui passent au niveau des appuis de fenêtre. Au 1er étage, les fenêtres sont encadrées de fines colonnes doriques qui supportent une arcade moulurée voûtée en plein cintre. Au 2e étage, elles ont un chambranle mouluré surmonté d'un amortissement sculpté en terre cuite. Au 3e étage, elles sont encadrées de pilastres. L'élévation est surmontée d'une frise de rinceaux en terre cuite et d'une corniche à modillons. Le 4e étage, qui correspond à une surélévation plus tardive, est couronné d'une simple corniche[11].

### Fontaine Saint-Pantaléon

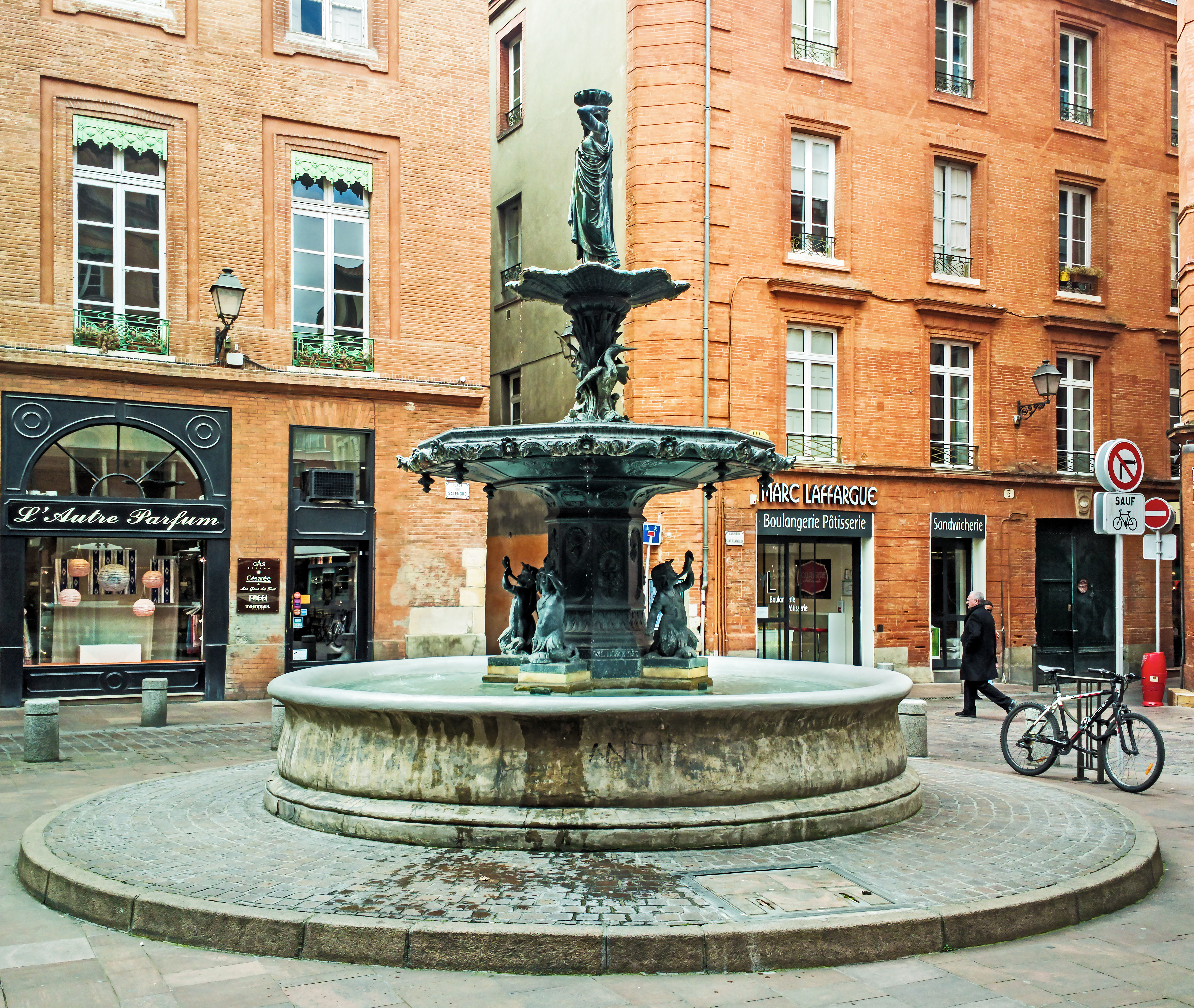
La fontaine Saint-Pantaléon.

La fontaine Saint-Pantaléon est conçue par les fonderies du Val d'Osne et créée entre 1851 et 1852. Elle est inaugurée l'année suivante. Elle a servi de modèle à la fontaine de la place Hippolyte-Olivier, élevée dans le quartier Saint-Cyprien dans les années 1880.
La fontaine est composée d'un bassin en pierre sur lequel s’élève la fontaine en fonte. Le piédestal est bordé par quatre tritons, qui soufflent dans des cornes. Au-dessus, une large vasque supporte un groupe de deux oiseaux au milieu de roseaux. Tout en haut, une deuxième vasque en forme de coquillage supporte une korè grecque.

## Personnalités
- Pierre-Paul Riquet (1604-1680) et Jean-Mathias de Riquet (1638-1714) : c'est dans un immeuble à l'emplacement du no 1 – disparu au XVIIIe siècle – que s'installe en 1660 Pierre-Paul Riquet, créateur et seigneur du canal du Midi. Il y réside jusqu'en 1674. L'immeuble passe ensuite à son fils, le parlementaire Jean-Mathias de Riquet.